# أرشيبالد روزفلت
أرشيبالد روزفلت (بالإنجليزية: Archibald Roosevelt)‏ هو شخصية أعمال أمريكي، ولد في 10 أبريل 1894 في واشنطن العاصمة في الولايات المتحدة، وتوفي في 13 أكتوبر 1979 في ستيوارت في الولايات المتحدة بسبب سكتة.

## وصلات خارجية
- أرشيبالد روزفلت على موقع إن إن دي بي (الإنجليزية)